# Treviso
Treviso (phát âm tiếng Ý: [treˈviːzo] ⓘ, tiếng Venetia: Trevixo, tiếng Pháp: Trévise, tiếng Latin: Tarvisium) là một thành phố và khu tự quản (comune) tỉnh lỵ tỉnh Treviso, Ý.

## Thành phố kết nghĩa
- Orléans, Pháp[3]
- Timișoara, Romania[3]
- Curitiba, Brazil[4]
- Neuquén, Argentina
- Griffith, Úc
- Guelph, Canada